# Phase finale de la Ligue des champions masculine de l'EHF 2015-2016
Navigation
2014-2015 2016-2017
Cet article détaille les matchs de la phase finale de la Ligue des champions 2015-2016 de handball organisée par la Fédération européenne de handball du 16 mars 2016 au 29 mai 2016.
Douze équipes, dix issues des poules hautes et deux issues demi-finales de qualification des poules basses, jouent des matchs à élimination directe en matchs aller et retour. Les six équipes vainqueurs rejoignent en quarts de finale les deux équipes ayant terminé premières des poules hautes. Concernant les Final Four, un tirage au sort détermine les équipent qui s'affrontent en demi-finales.

## Tableau final
| \| Zagreb Mannheim Szeged Kiel Płock Skopje Zaporijia Veszprém Montpellier Flensbourg Brest Kielce Paris Barcelone \| Localisation des clubs qualifiés pour la phase finale. 1/8e de finalistes, 1/4 de finalistes, Demi-finalistes, Finaliste, Vainqueur |
| Zagreb Mannheim Szeged Kiel Płock Skopje Zaporijia Veszprém Montpellier Flensbourg Brest Kielce Paris Barcelone |

|  | Huitièmes de finale | Huitièmes de finale    | Huitièmes de finale            | Huitièmes de finale |               |                        | Quarts de finale | Quarts de finale | Quarts de finale               | Quarts de finale               |                                |                                | Demi-finales (tirage au sort)  | Demi-finales (tirage au sort)  | Demi-finales (tirage au sort)  | Demi-finales (tirage au sort)  |  |  | Finale                         | Finale                         | Finale                         | Finale                         |
|  |                     |                        |                                |                     |               |                        |                  |                  |                                |                                |                                |                                |                                |                                |                                |                                |  |  |                                |                                |                                |                                |
|  | 19 et 27 mars       | 19 et 27 mars          | 19 et 27 mars                  | 19 et 27 mars       |               |                        | 23 et 27 avril   | 23 et 27 avril   | 23 et 27 avril                 | 23 et 27 avril                 |                                |                                | 28 mai, Lanxess Arena, Cologne | 28 mai, Lanxess Arena, Cologne | 28 mai, Lanxess Arena, Cologne | 28 mai, Lanxess Arena, Cologne |  |  | 29 mai, Lanxess Arena, Cologne | 29 mai, Lanxess Arena, Cologne | 29 mai, Lanxess Arena, Cologne | 29 mai, Lanxess Arena, Cologne |
|  | B6                  | Montpellier Handball   | 27                             | 30                  |               |                        | 23 et 27 avril   | 23 et 27 avril   | 23 et 27 avril                 | 23 et 27 avril                 |                                |                                | 28 mai, Lanxess Arena, Cologne | 28 mai, Lanxess Arena, Cologne | 28 mai, Lanxess Arena, Cologne | 28 mai, Lanxess Arena, Cologne |  |  | 29 mai, Lanxess Arena, Cologne | 29 mai, Lanxess Arena, Cologne | 29 mai, Lanxess Arena, Cologne | 29 mai, Lanxess Arena, Cologne |
|  | B6                  | Montpellier Handball   | 27                             | 30                  |               |                        | 23 et 27 avril   | 23 et 27 avril   | 23 et 27 avril                 | 23 et 27 avril                 |                                |                                | 28 mai, Lanxess Arena, Cologne | 28 mai, Lanxess Arena, Cologne | 28 mai, Lanxess Arena, Cologne | 28 mai, Lanxess Arena, Cologne |  |  | 29 mai, Lanxess Arena, Cologne | 29 mai, Lanxess Arena, Cologne | 29 mai, Lanxess Arena, Cologne | 29 mai, Lanxess Arena, Cologne |
|  | A3                  | SG Flensburg-Handewitt | 28                             | 31                  |               |                        | 23 et 27 avril   | 23 et 27 avril   | 23 et 27 avril                 | 23 et 27 avril                 |                                |                                | 28 mai, Lanxess Arena, Cologne | 28 mai, Lanxess Arena, Cologne | 28 mai, Lanxess Arena, Cologne | 28 mai, Lanxess Arena, Cologne |  |  | 29 mai, Lanxess Arena, Cologne | 29 mai, Lanxess Arena, Cologne | 29 mai, Lanxess Arena, Cologne | 29 mai, Lanxess Arena, Cologne |
|  | A3                  | SG Flensburg-Handewitt | 28                             | 31                  | A3            | SG Flensburg-Handewitt | 28               | 28               |                                |                                |                                |                                | 28 mai, Lanxess Arena, Cologne | 28 mai, Lanxess Arena, Cologne | 28 mai, Lanxess Arena, Cologne | 28 mai, Lanxess Arena, Cologne |  |  | 29 mai, Lanxess Arena, Cologne | 29 mai, Lanxess Arena, Cologne | 29 mai, Lanxess Arena, Cologne | 29 mai, Lanxess Arena, Cologne |
|  | 19 et 26 mars       |                        |                                |                     | A3            | SG Flensburg-Handewitt | 28               | 28               |                                |                                |                                |                                | 28 mai, Lanxess Arena, Cologne | 28 mai, Lanxess Arena, Cologne | 28 mai, Lanxess Arena, Cologne | 28 mai, Lanxess Arena, Cologne |  |  | 29 mai, Lanxess Arena, Cologne | 29 mai, Lanxess Arena, Cologne | 29 mai, Lanxess Arena, Cologne | 29 mai, Lanxess Arena, Cologne |
|  |                     |                        | B2                             | KS Kielce           | 28            | 29                     |                  |                  |                                |                                |                                |                                | 28 mai, Lanxess Arena, Cologne | 28 mai, Lanxess Arena, Cologne | 28 mai, Lanxess Arena, Cologne | 28 mai, Lanxess Arena, Cologne |  |  | 29 mai, Lanxess Arena, Cologne | 29 mai, Lanxess Arena, Cologne | 29 mai, Lanxess Arena, Cologne | 29 mai, Lanxess Arena, Cologne |
|  | K2                  | HC Meshkov Brest       | B2                             | KS Kielce           | 28            | 29                     | 28               | 30               |                                |                                |                                |                                | 28 mai, Lanxess Arena, Cologne | 28 mai, Lanxess Arena, Cologne | 28 mai, Lanxess Arena, Cologne | 28 mai, Lanxess Arena, Cologne |  |  | 29 mai, Lanxess Arena, Cologne | 29 mai, Lanxess Arena, Cologne | 29 mai, Lanxess Arena, Cologne | 29 mai, Lanxess Arena, Cologne |
|  | K2                  | HC Meshkov Brest       | 23 avril et 1er mai            |                     |               |                        | 28               | 30               |                                |                                |                                |                                | 28 mai, Lanxess Arena, Cologne | 28 mai, Lanxess Arena, Cologne | 28 mai, Lanxess Arena, Cologne | 28 mai, Lanxess Arena, Cologne |  |  | 29 mai, Lanxess Arena, Cologne | 29 mai, Lanxess Arena, Cologne | 29 mai, Lanxess Arena, Cologne | 29 mai, Lanxess Arena, Cologne |
|  | B2                  | KS Kielce              | 32                             | 33                  |               |                        |                  |                  |                                |                                |                                |                                | 28 mai, Lanxess Arena, Cologne | 28 mai, Lanxess Arena, Cologne | 28 mai, Lanxess Arena, Cologne | 28 mai, Lanxess Arena, Cologne |  |  | 29 mai, Lanxess Arena, Cologne | 29 mai, Lanxess Arena, Cologne | 29 mai, Lanxess Arena, Cologne | 29 mai, Lanxess Arena, Cologne |
|  | B2                  | KS Kielce              | 32                             | 33                  | B2            | KS Kielce              | 28               | 28               |                                |                                |                                |                                |                                |                                |                                |                                |  |  | 29 mai, Lanxess Arena, Cologne | 29 mai, Lanxess Arena, Cologne | 29 mai, Lanxess Arena, Cologne | 29 mai, Lanxess Arena, Cologne |
|  | 19 et 27 mars       |                        |                                |                     | B2            | KS Kielce              | 28               | 28               |                                |                                |                                |                                |                                |                                |                                |                                |  |  | 29 mai, Lanxess Arena, Cologne | 29 mai, Lanxess Arena, Cologne | 29 mai, Lanxess Arena, Cologne | 29 mai, Lanxess Arena, Cologne |
|  |                     |                        | A1                             | Paris Saint-Germain | 26            | 26                     |                  |                  |                                |                                |                                |                                |                                |                                |                                |                                |  |  | 29 mai, Lanxess Arena, Cologne | 29 mai, Lanxess Arena, Cologne | 29 mai, Lanxess Arena, Cologne | 29 mai, Lanxess Arena, Cologne |
|  | A5                  | RK Zagreb              | A1                             | Paris Saint-Germain | 26            | 26                     | 23               | 31               |                                |                                |                                |                                |                                |                                |                                |                                |  |  | 29 mai, Lanxess Arena, Cologne | 29 mai, Lanxess Arena, Cologne | 29 mai, Lanxess Arena, Cologne | 29 mai, Lanxess Arena, Cologne |
|  | A5                  | RK Zagreb              | 28 mai, Lanxess Arena, Cologne |                     |               |                        | 23               | 31               |                                |                                |                                |                                |                                |                                |                                |                                |  |  | 29 mai, Lanxess Arena, Cologne | 29 mai, Lanxess Arena, Cologne | 29 mai, Lanxess Arena, Cologne | 29 mai, Lanxess Arena, Cologne |
|  | B4                  | Rhein-Neckar Löwen     | 24                             | 29                  |               |                        |                  |                  |                                |                                |                                |                                |                                |                                |                                |                                |  |  | 29 mai, Lanxess Arena, Cologne | 29 mai, Lanxess Arena, Cologne | 29 mai, Lanxess Arena, Cologne | 29 mai, Lanxess Arena, Cologne |
|  | B4                  | Rhein-Neckar Löwen     | 24                             | 29                  | A5            | RK Zagreb              | 20               | 32               |                                |                                |                                |                                |                                |                                |                                |                                |  |  | 29 mai, Lanxess Arena, Cologne | 29 mai, Lanxess Arena, Cologne | 29 mai, Lanxess Arena, Cologne | 29 mai, Lanxess Arena, Cologne |
|  |                     |                        |                                |                     | A5            | RK Zagreb              | 20               | 32               |                                |                                |                                |                                |                                |                                |                                |                                |  |  | 29 mai, Lanxess Arena, Cologne | 29 mai, Lanxess Arena, Cologne | 29 mai, Lanxess Arena, Cologne | 29 mai, Lanxess Arena, Cologne |
|  |                     |                        | A1                             | Paris Saint-Germain | 28            | 32                     |                  |                  |                                |                                |                                |                                |                                |                                |                                |                                |  |  | 29 mai, Lanxess Arena, Cologne | 29 mai, Lanxess Arena, Cologne | 29 mai, Lanxess Arena, Cologne | 29 mai, Lanxess Arena, Cologne |
|  |                     |                        |                                |                     | 28            | 32                     |                  |                  |                                |                                |                                |                                |                                |                                |                                |                                |  |  | 29 mai, Lanxess Arena, Cologne | 29 mai, Lanxess Arena, Cologne | 29 mai, Lanxess Arena, Cologne | 29 mai, Lanxess Arena, Cologne |
|  |                     | 24 et 30 avril         |                                |                     |               |                        |                  |                  |                                |                                |                                |                                |                                |                                |                                |                                |  |  | 29 mai, Lanxess Arena, Cologne | 29 mai, Lanxess Arena, Cologne | 29 mai, Lanxess Arena, Cologne | 29 mai, Lanxess Arena, Cologne |
|  |                     |                        |                                |                     |               |                        |                  |                  |                                |                                |                                |                                |                                |                                |                                |                                |  |  | 29 mai, Lanxess Arena, Cologne | 29 mai, Lanxess Arena, Cologne | 29 mai, Lanxess Arena, Cologne | 29 mai, Lanxess Arena, Cologne |
|  | B2                  | KS Kielce              | 39tab                          | 39tab               |               |                        |                  |                  |                                |                                |                                |                                |                                |                                |                                |                                |  |  |                                |                                |                                |                                |
|  | B2                  | KS Kielce              | 39tab                          | 39tab               | 20 et 23 mars |                        |                  |                  |                                |                                |                                |                                |                                |                                |                                |                                |  |  |                                |                                |                                |                                |
|  |                     |                        | A2                             | Veszprém KSE        | 38            | 38                     |                  |                  |                                |                                |                                |                                |                                |                                |                                |                                |  |  |                                |                                |                                |                                |
|  | B5                  | SC Pick Szeged         | A2                             | Veszprém KSE        | 38            | 38                     | 33               | 29               |                                |                                |                                |                                |                                |                                |                                |                                |  |  |                                |                                |                                |                                |
|  | B5                  | SC Pick Szeged         |                                |                     |               |                        |                  | 29               |                                |                                |                                |                                |                                |                                |                                |                                |  |  |                                |                                |                                |                                |
|  | A4                  | THW Kiel               | 29                             | 36                  |               |                        |                  |                  |                                |                                |                                |                                |                                |                                |                                |                                |  |  |                                |                                |                                |                                |
|  | A4                  | THW Kiel               | 29                             | 36                  | A4            | THW Kiel               | 29               | 30               |                                |                                |                                |                                |                                |                                |                                |                                |  |  |                                |                                |                                |                                |
|  |                     |                        |                                |                     | A4            | THW Kiel               | 29               | 30               |                                |                                |                                |                                |                                |                                |                                |                                |  |  |                                |                                |                                |                                |
|  |                     |                        | B1                             | FC Barcelone        | 24            | 33                     |                  |                  |                                |                                |                                |                                |                                |                                |                                |                                |  |  |                                |                                |                                |                                |
|  |                     |                        |                                |                     | 24            | 33                     |                  |                  |                                |                                |                                |                                |                                |                                |                                |                                |  |  |                                |                                |                                |                                |
|  |                     | 23 et 30 avril         |                                |                     |               |                        |                  |                  |                                |                                |                                |                                |                                |                                |                                |                                |  |  |                                |                                |                                |                                |
|  |                     |                        |                                |                     |               |                        |                  |                  |                                |                                |                                |                                |                                |                                |                                |                                |  |  |                                |                                |                                |                                |
|  | A4                  | THW Kiel               | 28                             | 28                  |               |                        |                  |                  |                                |                                |                                |                                |                                |                                |                                |                                |  |  |                                |                                |                                |                                |
|  | A4                  | THW Kiel               | 28                             | 28                  | 16 et 26 mars |                        |                  |                  |                                |                                |                                |                                |                                |                                |                                |                                |  |  |                                |                                |                                |                                |
|  |                     |                        | A2                             | Veszprém KSE        | 31ap          | 31ap                   |                  |                  |                                |                                |                                |                                |                                |                                |                                |                                |  |  |                                |                                |                                |                                |
|  | A6                  | Wisła Płock            | A2                             | Veszprém KSE        | 31ap          | 31ap                   | 30               | 24               |                                |                                |                                |                                |                                |                                |                                |                                |  |  |                                |                                |                                |                                |
|  | A6                  | Wisła Płock            |                                |                     |               |                        |                  | 24               |                                |                                |                                |                                |                                |                                |                                |                                |  |  |                                |                                |                                |                                |
|  | B3                  | Vardar Skopje          | 30                             | 25                  |               |                        |                  |                  |                                |                                |                                |                                |                                |                                |                                |                                |  |  |                                |                                |                                |                                |
|  | B3                  | Vardar Skopje          | 30                             | 25                  | B3            | Vardar Skopje          | 26               | 30               | Troisième place                | Troisième place                | Troisième place                | Troisième place                |                                |                                |                                |                                |  |  |                                |                                |                                |                                |
|  | 19 et 26 mars       |                        |                                |                     | B3            | Vardar Skopje          | 26               | 30               | Troisième place                | Troisième place                | Troisième place                | Troisième place                |                                |                                |                                |                                |  |  |                                |                                |                                |                                |
|  |                     |                        | A2                             | Veszprém KSE        | 29            | 30                     |                  |                  | 29 mai, Lanxess Arena, Cologne | 29 mai, Lanxess Arena, Cologne | 29 mai, Lanxess Arena, Cologne | 29 mai, Lanxess Arena, Cologne |                                |                                |                                |                                |  |  |                                |                                |                                |                                |
|  | K1                  | HC Motor Zaporijjia    | A2                             | Veszprém KSE        | 29            | 30                     | 24               | 28               | 29 mai, Lanxess Arena, Cologne | 29 mai, Lanxess Arena, Cologne | 29 mai, Lanxess Arena, Cologne | 29 mai, Lanxess Arena, Cologne |                                |                                |                                |                                |  |  |                                |                                |                                |                                |
|  | K1                  | HC Motor Zaporijjia    |                                |                     |               |                        |                  | 28               |                                |                                | A1                             | Paris Saint-Germain            | 29                             | 29                             |                                |                                |  |  |                                |                                |                                |                                |
|  | A2                  | Veszprém KSE           | 29                             | 41                  |               |                        |                  |                  |                                |                                | A1                             | Paris Saint-Germain            | 29                             | 29                             |                                |                                |  |  |                                |                                |                                |                                |
|  | A2                  | Veszprém KSE           | 29                             | 41                  | A4            | THW Kiel               | 27               | 27               |                                |                                |                                |                                |                                |                                |                                |                                |  |  |                                |                                |                                |                                |
|  |                     |                        |                                |                     |               |                        |                  |                  |                                |                                |                                |                                |                                |                                |                                |                                |  |  |                                |                                |                                |                                |

Remarques
Le classement indiqué devant chaque équipe est celui du la poule haute (par exemple, A4 signifie 4e de la poule A). De plus, K1 et K2 désignent les deux équipes issues demi-finales de qualification.
L'équipe la mieux classée reçoit au match retour.

## Huitièmes de finale
Les huitièmes de finale se déroulent du 16 au 20 mars et du 23 au 27 mars 2016.
| Équipe               | Aller   | Total   | Retour  | Équipe                 |
| -------------------- | ------- | ------- | ------- | ---------------------- |
| HC Motor Zaporijia   | 24 - 29 | 52 - 70 | 28 - 41 | Veszprém KSE           |
| HC Meshkov Brest     | 28 - 32 | 58 - 65 | 30 - 33 | KS Kielce              |
| Montpellier Handball | 27 - 28 | 57 - 59 | 30 - 31 | SG Flensburg-Handewitt |
| Wisła Płock          | 30 - 30 | 54 - 55 | 24 - 25 | Vardar Skopje          |
| SC Pick Szeged       | 33 - 29 | 62 - 65 | 29 - 36 | THW Kiel               |
| RK Zagreb            | 23 - 24 | 54 - 53 | 31 - 29 | Rhein-Neckar Löwen     |

Remarque : le Paris Saint-Germain Handball et le FC Barcelone sont exemptés de huitièmes de finale en tant que vainqueur de chacune de deux poules hautes.

### Détails des matchs
| 19 mars 2016 18h00 | HC Motor Zaporijia | 24 – 29   | Veszprém KSE    | Palace of Sport, Brovary Affluence : 2 200 Arbitrage : Gjeding, Hansen |
| 19 mars 2016 18h00 | Igor Soroka 7      | (12 – 12) | Marguč, Sulić 5 | Palace of Sport, Brovary Affluence : 2 200 Arbitrage : Gjeding, Hansen |
| 19 mars 2016 18h00 | ×1 ×5              | Rapport   | ×3 ×4           | Palace of Sport, Brovary Affluence : 2 200 Arbitrage : Gjeding, Hansen |

| 26 mars 2016 17h00 | Veszprém KSE      | 41 – 28   | HC Motor Zaporijia  | Veszprém Aréna, Veszprém Affluence : 5 019 Arbitrage : Baďura, Ondogrecula |
| 26 mars 2016 17h00 | Andreas Nilsson 7 | (23 – 14) | Chelmenko, Soroka 6 | Veszprém Aréna, Veszprém Affluence : 5 019 Arbitrage : Baďura, Ondogrecula |
| 26 mars 2016 17h00 | ×3 ×2             | Rapport   | ×3                  | Veszprém Aréna, Veszprém Affluence : 5 019 Arbitrage : Baďura, Ondogrecula |

Veszprém est qualifié sur un score total de 70 à 52.
| 19 mars 2016 19h00 | HC Meshkov Brest | 28 – 32   | Kielce            | Universal Sports Complex Victoria, Brest Affluence : 3 500 Arbitrage : Stevann Pichon, Laurent Reveret |
| 19 mars 2016 19h00 | Pavel Atman 7    | (14 – 12) | Michał Jurecki 10 | Universal Sports Complex Victoria, Brest Affluence : 3 500 Arbitrage : Stevann Pichon, Laurent Reveret |
| 19 mars 2016 19h00 | ×3 ×4            | Rapport   | ×3 ×5 ×1          | Universal Sports Complex Victoria, Brest Affluence : 3 500 Arbitrage : Stevann Pichon, Laurent Reveret |

| 26 mars 2016 16h00 | Kielce         | 33 – 30   | HC Meshkov Brest   | Hala Legionów w Kielcach, Kielce Affluence : 4 200 Arbitrage : Nikolov, Nachevski |
| 26 mars 2016 16h00 | Denis Buntić 6 | (14 – 14) | Rastko Stojković 7 | Hala Legionów w Kielcach, Kielce Affluence : 4 200 Arbitrage : Nikolov, Nachevski |
| 26 mars 2016 16h00 | ×3 ×5          | Rapport   | ×3                 | Hala Legionów w Kielcach, Kielce Affluence : 4 200 Arbitrage : Nikolov, Nachevski |

Kielce est qualifié sur un score total de 65 à 58.
| 19 mars 2016 17h30 | Montpellier Handball | 27 – 28   | SG Flensburg-Handewitt  | Park&Suites Arena, Montpellier Affluence : 2 800 Arbitrage : Krstič, Ljubič |
| 19 mars 2016 17h30 | Dragan Gajić 6       | (13 – 15) | Mogensen, Svan Hansen 5 | Park&Suites Arena, Montpellier Affluence : 2 800 Arbitrage : Krstič, Ljubič |
| 19 mars 2016 17h30 | ×3                   | Rapport   | ×2 ×5                   | Park&Suites Arena, Montpellier Affluence : 2 800 Arbitrage : Krstič, Ljubič |

| 27 mars 2016 17h00 | SG Flensburg-Handewitt | 31 – 30   | Montpellier Handball | Flens-Arena, Flensbourg Affluence : 5 700 Arbitrage : Togstad, Kristiansen |
| 27 mars 2016 17h00 | Anders Eggert 12       | (20 – 14) | Dragan Gajić 12      | Flens-Arena, Flensbourg Affluence : 5 700 Arbitrage : Togstad, Kristiansen |
| 27 mars 2016 17h00 | ×3                     | Rapport   | ×3 ×6 ×1             | Flens-Arena, Flensbourg Affluence : 5 700 Arbitrage : Togstad, Kristiansen |

Flensbourg est qualifié sur un score total de 59 à 57.
| 16 mars 2016 18h30 | Wisła Płock   | 30 – 30   | Vardar Skopje  | Orlen Arena, Płock Affluence : 5 000 Arbitrage : Gousko, Repkin |
| 16 mars 2016 18h30 | Tiago Rocha 7 | (16 – 14) | Igor Karačić 6 | Orlen Arena, Płock Affluence : 5 000 Arbitrage : Gousko, Repkin |
| 16 mars 2016 18h30 | ×4 ×3         | Rapport   | ×3             | Orlen Arena, Płock Affluence : 5 000 Arbitrage : Gousko, Repkin |

| 26 mars 2016 18h00 | Vardar Skopje | 25 – 24   | Wisła Płock         | CS Yané Sandanski, Skopje Affluence : 5 500 Arbitrage : Horáček, Novotný |
| 26 mars 2016 18h00 | Alem Toskić 8 | (13 – 15) | Dimitri Zhitnikov 7 | CS Yané Sandanski, Skopje Affluence : 5 500 Arbitrage : Horáček, Novotný |
| 26 mars 2016 18h00 | ×3 ×1         | Rapport   | ×3 ×1               | CS Yané Sandanski, Skopje Affluence : 5 500 Arbitrage : Horáček, Novotný |

Le Vardar est qualifié sur un score total de 55 à 54.
| 20 mars 2016 18h30 | Pick Szeged    | 33 – 29   | THW Kiel          | Városi Sportcsarnok, Szeged Affluence : 3 200 Arbitrage : Gubica, Milošević |
| 20 mars 2016 18h30 | Gábor Ancsin 6 | (16 – 14) | Cañellas, Vujin 6 | Városi Sportcsarnok, Szeged Affluence : 3 200 Arbitrage : Gubica, Milošević |
| 20 mars 2016 18h30 | ×3             | Rapport   | ×2                | Városi Sportcsarnok, Szeged Affluence : 3 200 Arbitrage : Gubica, Milošević |

| 23 mars 2016 18h30 | THW Kiel      | 36 – 29   | Pick Szeged       | Sparkassen-Arena, Kiel Affluence : 9 500 Arbitrage : Elíasson, Pálsson |
| 23 mars 2016 18h30 | Marko Vujin 9 | (18 – 14) | Bombač, Källman 7 | Sparkassen-Arena, Kiel Affluence : 9 500 Arbitrage : Elíasson, Pálsson |
| 23 mars 2016 18h30 | ×3 ×4         | Rapport   | ×3 ×6             | Sparkassen-Arena, Kiel Affluence : 9 500 Arbitrage : Elíasson, Pálsson |

Kiel est qualifié sur un score total de 65 à 62.
| 19 mars 2016 20h00 | RK Zagreb       | 23 – 24   | Rhein-Neckar Löwen | Arena Zagreb, Zagreb Affluence : 13 800 Arbitrage : Dinu, Din |
| 19 mars 2016 20h00 | trois joueurs 5 | (12 – 10) | Uwe Gensheimer 7   | Arena Zagreb, Zagreb Affluence : 13 800 Arbitrage : Dinu, Din |
| 19 mars 2016 20h00 | ×4              | Rapport   | ×4 ×2              | Arena Zagreb, Zagreb Affluence : 13 800 Arbitrage : Dinu, Din |

| 27 mars 2016 19h30 | Rhein-Neckar Löwen | 29 – 31   | RK Zagreb       | SAP Arena, Mannheim Affluence : 10 521 Arbitrage : López, Ramírez |
| 27 mars 2016 19h30 | Andy Schmid 7      | (15 – 13) | Sebetić & Vujić | SAP Arena, Mannheim Affluence : 10 521 Arbitrage : López, Ramírez |
| 27 mars 2016 19h30 | ×1 ×4              | Rapport   | ×3              | SAP Arena, Mannheim Affluence : 10 521 Arbitrage : López, Ramírez |

Zagreb est qualifié sur un score total de 54 à 53.

## Quarts de finale
Les quarts de finale se déroulent du 20 au 24 avril et du 27 avril au 1er mai 2016
| Équipe                 | Aller   | Total   | Retour  | Équipe              |
| ---------------------- | ------- | ------- | ------- | ------------------- |
| RK Zagreb              | 20 - 28 | 52 - 60 | 32 - 32 | Paris Saint-Germain |
| THW Kiel               | 29 - 24 | 59 - 57 | 30 - 33 | FC Barcelone        |
| Vardar Skopje          | 26 - 29 | 56 - 59 | 30 - 30 | Veszprém KSE        |
| SG Flensburg-Handewitt | 28 - 28 | 56 - 57 | 28 - 29 | KS Kielce           |

### Détail des matchs
| 23 avril 2016 20h30 | RK PDD Zagreb       | 20 - 28   | Paris Saint-Germain | Arena Zagreb, Zagreb Affluence : 15 200 Arbitrage : Evgeny Zotine, Nikolaï Volodkov |
| 23 avril 2016 20h30 | Mandalinić, Vujić 4 | (13 - 16) | Mikkel Hansen 9     | Arena Zagreb, Zagreb Affluence : 15 200 Arbitrage : Evgeny Zotine, Nikolaï Volodkov |
| 23 avril 2016 20h30 | ×3 ×6               | Rapport   | ×3 ×2               | Arena Zagreb, Zagreb Affluence : 15 200 Arbitrage : Evgeny Zotine, Nikolaï Volodkov |

| 1er mai 2016 17h00 | Paris Saint-Germain  | 32 - 32   | RK PDD Zagreb   | Halle Georges Carpentier, Paris Affluence : 4 800 Arbitrage : Bogdan Stark, Romeo Stefan |
| 1er mai 2016 17h00 | Sergiy Onufryienko 7 | (16 - 13) | Zlatko Horvat 8 | Halle Georges Carpentier, Paris Affluence : 4 800 Arbitrage : Bogdan Stark, Romeo Stefan |
| 1er mai 2016 17h00 | ×3                   | Rapport   | ×3 ×4           | Halle Georges Carpentier, Paris Affluence : 4 800 Arbitrage : Bogdan Stark, Romeo Stefan |

Paris est qualifié sur un score total de 60 à 52.
| 24 avril 2016 19h30 | THW Kiel        | 29 - 24 | FC Barcelone    | Sparkassen-Arena, Kiel Affluence : 10 285 Arbitrage : Nenad Nikolić, Dušan Stojković |
| 24 avril 2016 19h30 | Dominik Klein 9 | (16-12) | Kiril Lazarov 6 | Sparkassen-Arena, Kiel Affluence : 10 285 Arbitrage : Nenad Nikolić, Dušan Stojković |
| 24 avril 2016 19h30 | ×3 ×4           | Rapport | ×3 ×2           | Sparkassen-Arena, Kiel Affluence : 10 285 Arbitrage : Nenad Nikolić, Dušan Stojković |

| 30 avril 2016 18h30 | FC Barcelone      | 33 - 30 | THW Kiel          | Palau Blaugrana, Barcelone Affluence : 6 762 Arbitrage : Slave Nikolov, Gjorgji Nachevski |
| 30 avril 2016 18h30 | Raúl Entrerríos 6 | (13-14) | Cañellas, Vujin 6 | Palau Blaugrana, Barcelone Affluence : 6 762 Arbitrage : Slave Nikolov, Gjorgji Nachevski |
| 30 avril 2016 18h30 | ×3                | Rapport | ×3 ×4             | Palau Blaugrana, Barcelone Affluence : 6 762 Arbitrage : Slave Nikolov, Gjorgji Nachevski |

Kiel est qualifié sur un score total de 59 à 57.
| 23 avril 2016 16h00 | Vardar Skopje      | 26 - 29 | Veszprém KSE | CS Yané Sandanski, Skopje Affluence : 5 500 Arbitrage : Stevann Pichon, Laurent Reveret |
| 23 avril 2016 16h00 | Dibirov, Karačić 6 | (9 -12) | Momir Ilić 9 | CS Yané Sandanski, Skopje Affluence : 5 500 Arbitrage : Stevann Pichon, Laurent Reveret |
| 23 avril 2016 16h00 | ×3 ×4              | Rapport | ×3 ×4        | CS Yané Sandanski, Skopje Affluence : 5 500 Arbitrage : Stevann Pichon, Laurent Reveret |

| 30 avril 2016 17h30 | Veszprém KSE | 30 - 30 | Vardar Skopje  | Veszprém Aréna, Veszprém Affluence : 5 019 Arbitrage : Zigmars Sondors, Renars Licis |
| 30 avril 2016 17h30 | Momir Ilić 9 | (12-14) | Luka Cindrić 6 | Veszprém Aréna, Veszprém Affluence : 5 019 Arbitrage : Zigmars Sondors, Renars Licis |
| 30 avril 2016 17h30 | ×2 ×7        | Rapport | ×2 ×4          | Veszprém Aréna, Veszprém Affluence : 5 019 Arbitrage : Zigmars Sondors, Renars Licis |

Veszprém est qualifié sur un score total de 59 à 56.
| 23 avril 2016 17h30 | SG Flensburg-Handewitt | 28 - 28 | KS Kielce    | Flens-Arena, Flensbourg Affluence : 5 367 Arbitrage : Vaidas Mazeika, Mindaugas Gatelis |
| 23 avril 2016 17h30 | Holger Glandorf 11     | (13-14) | Ivan Čupić 6 | Flens-Arena, Flensbourg Affluence : 5 367 Arbitrage : Vaidas Mazeika, Mindaugas Gatelis |
| 23 avril 2016 17h30 | ×3 ×1                  | Rapport | ×3 ×5        | Flens-Arena, Flensbourg Affluence : 5 367 Arbitrage : Vaidas Mazeika, Mindaugas Gatelis |

| 27 avril 2016 18h30 | KS Kielce        | 29 - 28 | SG Flensburg-Handewitt | Hala Legionów w Kielcach, Kielce Affluence : 4 200 Arbitrage : Thierry Dentz, Denis Reibel |
| 27 avril 2016 18h30 | Michał Jurecki 9 | (14-13) | Lauge, Svan Hansen 8   | Hala Legionów w Kielcach, Kielce Affluence : 4 200 Arbitrage : Thierry Dentz, Denis Reibel |
| 27 avril 2016 18h30 | ×3 ×8 ×1         | Rapport | ×3 ×8                  | Hala Legionów w Kielcach, Kielce Affluence : 4 200 Arbitrage : Thierry Dentz, Denis Reibel |

Kielce est qualifié sur un score total de 57 à 56.

## Final Four

### Participants

#### THW Kiel

Couleurs du THW Kiel

Champion d'Allemagne, le THW Kiel, triple vainqueur de la compétition, participe pour la sixième fois en sept éditions au Final Four.
Quatrième du Groupe A, avec un total de 17 points (8V, 1N, 5D), les Allemands est opposé au club hongrois du SC Pick Szeged en huitièmes de finale. Défait en terre hongroise 29 à 33, Kiel remporte le match retour à domicile sur le score de 36 à 29 et se qualifie donc pour les quarts de finale sur un score total de 65 à 62.
En quart de finale, les Allemands doivent affronter le tenant du titre, le grand FC Barcelone. Victorieux à domicile, 29 à 24, les Kielers parviennent à tenir le choc lors du match retour au Palau Blaugrana en ne s'inclinant que de trois buts 30 à 33, ce qui leur permet de se qualifier pour le Final Four.
- Vainqueur (3) : 2007, 2010, 2012
- Finaliste (4) : 2000, 2008, 2009, 2014
- Demi-finaliste (2) : 1997, 2001

#### Paris Saint-Germain

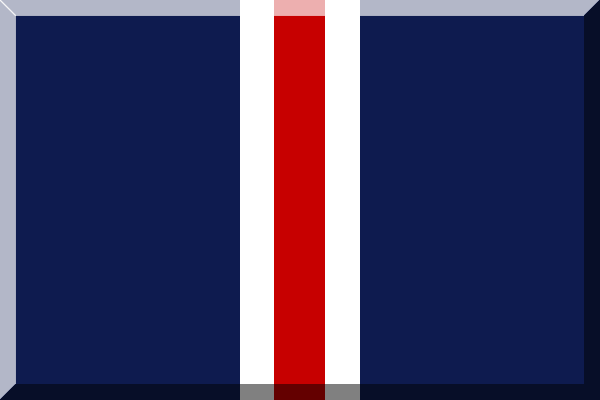
Couleurs du PSG

Champion de France, le Paris Saint-Germain participe pour la première fois de son histoire au Final Four.
Avec un total de 24 points (12V, 0N, 2D), le PSG termine en tête de son groupe et est directement qualifié pour les quarts de finale. Face au club historique croate du RK Zagreb, le club francilien réussit à infliger une lourde défaite de 20 à 28 sur le terrain de Zagreb et si le PSG est tenu en échec au retour par le club croate (match nul 32 à 32), cela n'empêche pas le club français de se qualifier pour son premier Final Four.
- Vainqueur (0) : néant
- Finaliste  (0) : néant
- Demi-finaliste (0) : néant

#### KS Kielce

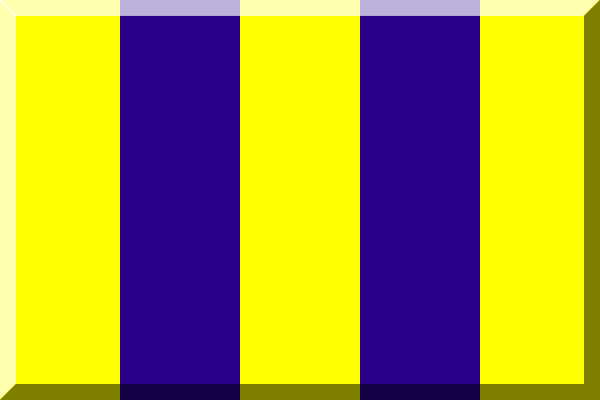
Couleurs du KS Kielce

Champion de Pologne, le KS Kielce participe pour la troisième fois de son histoire au Final Four. 
Avec un total de 21 points (9V, 3N, 2D), Kielce termine deuxième de son groupe derrière le FC Barcelone. Il affronte alors en huitièmes de finale le club biélorusse du HC Meshkov Brest, issu des poules basses. Vainqueur de quatre buts à l'extérieur (32-28), le club polonais ne se laisse pas surprendre lors du match retour à domicile en s'imposant 33 à 30.
En quart de finale, c'est le club allemand du SG Flensburg-Handewitt qui se dresse face à Kielce. La double confrontation entre les deux clubs s'avère extrêmement serrée puisqu'après un match nul 28-28 en Allemagne, Kielce s'impose d'un seul petit but 29 à 28 lors du match retour, une action litigieuse en faveur de Flensburg n'ayant pas été sifflée à la dernière seconde du match (le match nul 29-29 ayant été synonyme de qualification pour Flensburg).
- Vainqueur (0) : néant
- Finaliste  (0) : néant
- Demi-finaliste (0) : 2013 et 2015

#### Veszprém KSE

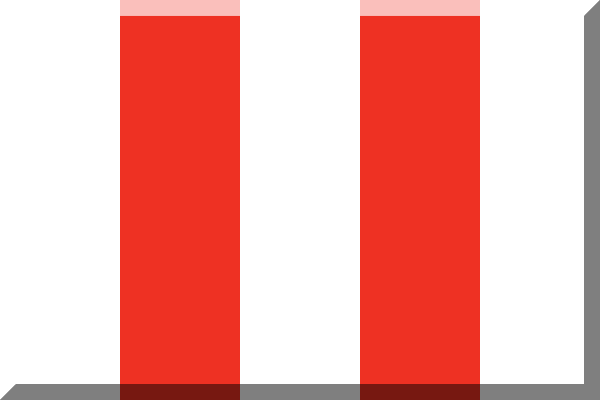
Couleurs du Veszprém KSE

Champion de Hongrie, le Veszprém KSE participe pour la troisième fois consécutive au Final Four.
Avec un total de 23 points (11V, 1N, 2D), Veszprém termine à la deuxième place de son groupe et est qualifié pour les huitièmes de finale. Face au club ukrainien du HC Motor Zaporijia, issue des poules poules basses, la double confrontation se solde par deux nettes victoires du Veszprém KSE (29 à 24 en Ukraine puis 41 à 28 à domicile).
En quart de finale, le club hongrois est opposé aux macédoniens du Vardar Skopje. Vainqueur du match aller 29 à 26 dans la salle du Vardar, le Veszprém KSE est tenu en échec au retour par le Vardar (30-30) mais se qualifie tout de même pour le Final Four.
- Vainqueur (0) : néant
- Finaliste  (2) :  2002, 2015
- Demi-finaliste (2) : 2003, 2006

### Résultats

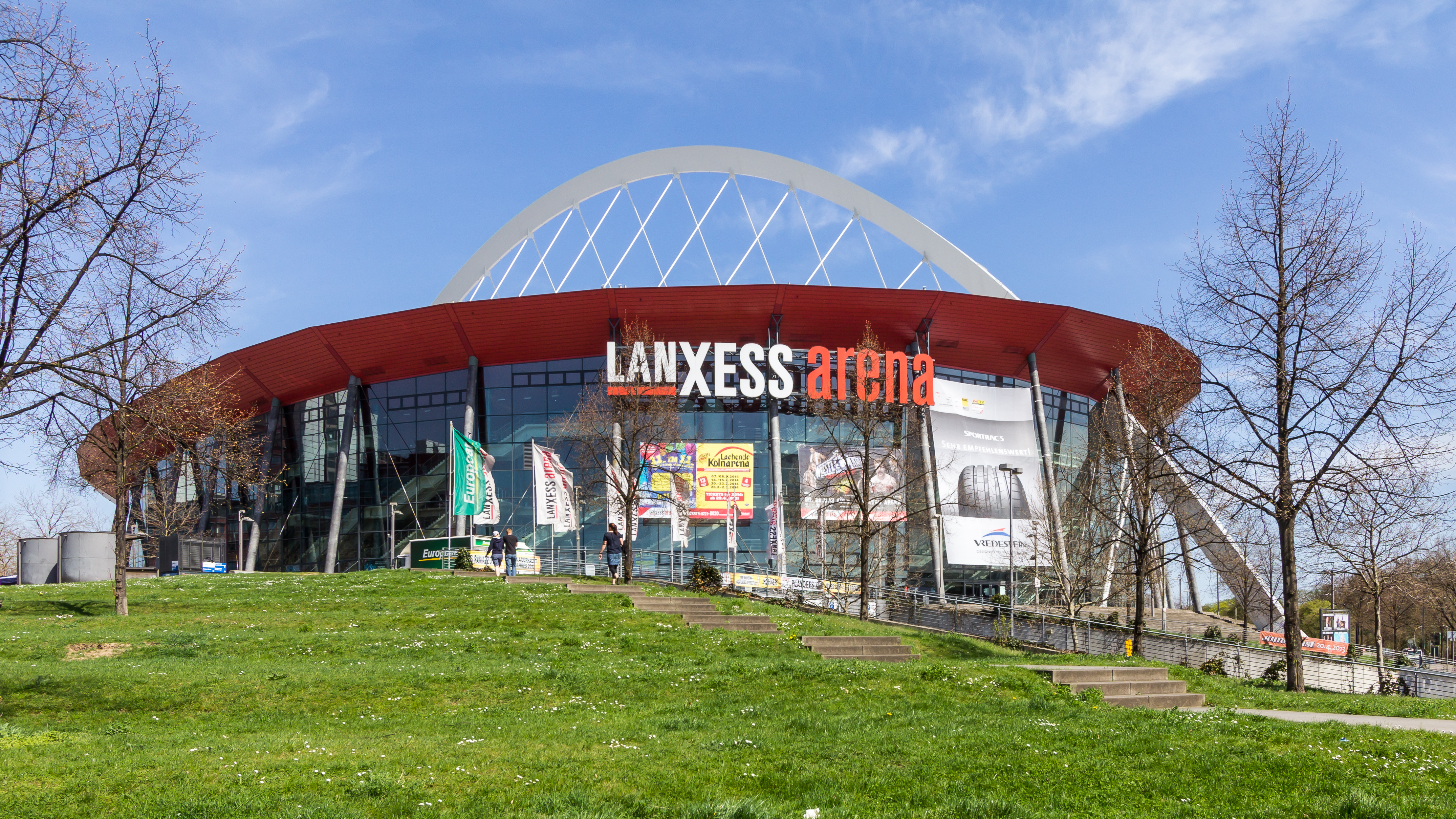
Lanxess Arena de Cologne qui accueille le Final Four de la compétition depuis 2010

Le Final Four a eu lieu dans la Lanxess Arena de Cologne, les 28 et 29 mai 2016.
|  | Demi-finales        | Demi-finales |                        |       | Finale | Finale |
|  | Demi-finales        | Demi-finales |                        |       | Finale | Finale |
|  |                     |              |                        |       |        |        |
|  |                     |              |                        |       |        |        |
|  |                     |              |                        |       |        |        |
|  | KS Kielce           | 28           |                        |       |        |        |
|  | KS Kielce           | 28           |                        |       |        |        |
|  | Paris Saint-Germain | 26           |                        |       |        |        |
|  | Paris Saint-Germain | 26           | KS Kielce              | 39tab |        |        |
|  |                     |              | KS Kielce              | 39tab |        |        |
|  |                     | Veszprém KSE | 38                     |       |        |        |
|  | THW Kiel            | Veszprém KSE | 38                     | 28    |        |        |
|  | THW Kiel            |              |                        | 28    |        |        |
|  | Veszprém KSE        | 31ap         |                        |       |        |        |
|  | Veszprém KSE        | 31ap         | Match pour la 3e place |       |        |        |
|  |                     |              |                        |       |        |        |
|  |                     |              |                        |       |        |        |
|  |                     |              |                        |       |        |        |
|  | Paris Saint-Germain | 29           |                        |       |        |        |
|  | Paris Saint-Germain | 29           |                        |       |        |        |
|  | THW Kiel            | 27           |                        |       |        |        |
|  | THW Kiel            | 27           |                        |       |        |        |

#### Demi-finales
| 28 mai 2016 15h15 | KS Kielce        | 28 - 26   | Paris Saint-Germain | Lanxess Arena, Cologne Affluence : 19 250 Arbitrage : Lars Geipel, Marcus Helbig |
| 28 mai 2016 15h15 | Michał Jurecki 5 | (16 - 16) | Mikkel Hansen 10    | Lanxess Arena, Cologne Affluence : 19 250 Arbitrage : Lars Geipel, Marcus Helbig |
| 28 mai 2016 15h15 | ×2 ×9 ×1         | Rapport   | ×3 ×4 ×1            | Lanxess Arena, Cologne Affluence : 19 250 Arbitrage : Lars Geipel, Marcus Helbig |

| 28 mai 2016 18h00 | THW Kiel      | 28 - 31 (ap)       | Veszprém KSE | Lanxess Arena, Cologne Affluence : 19 250 Arbitrage : Oyvind Togstad, Rune Kristiansen |
| 28 mai 2016 18h00 | Marko Vujin 8 | (15 - 12, 26 - 26) | Momir Ilić 8 | Lanxess Arena, Cologne Affluence : 19 250 Arbitrage : Oyvind Togstad, Rune Kristiansen |
| 28 mai 2016 18h00 | Prol. : 2 - 5 |                    |              | Lanxess Arena, Cologne Affluence : 19 250 Arbitrage : Oyvind Togstad, Rune Kristiansen |
| 28 mai 2016 18h00 | ×3 ×4         | Rapport            | ×3           | Lanxess Arena, Cologne Affluence : 19 250 Arbitrage : Oyvind Togstad, Rune Kristiansen |

#### Match pour la3eplace
| 28 mai 2016 15h15 | Paris Saint-Germain | 29 - 27   | THW Kiel              | Lanxess Arena, Cologne Affluence : 19 250 Arbitrage : Jonas Eliasson, Anton Palsson |
| 28 mai 2016 15h15 | Mikkel Hansen 10    | (15 - 11) | Christian Dissinger 8 | Lanxess Arena, Cologne Affluence : 19 250 Arbitrage : Jonas Eliasson, Anton Palsson |
| 28 mai 2016 15h15 | ×3 ×6               | Rapport   | ×3 ×1                 | Lanxess Arena, Cologne Affluence : 19 250 Arbitrage : Jonas Eliasson, Anton Palsson |

#### Finale
| 28 mai 2016 18h00 | KS Kielce                | 39 - 38 (tab)      | Veszprém KSE   | Lanxess Arena, Cologne Affluence : 19 250 Arbitrage : Óscar Raluy López, Ángel Sabroso Ramírez |
| 28 mai 2016 18h00 | Tobias Reichmann 9       | (13 - 17, 29 - 29) | Ilić, Ugalde 7 | Lanxess Arena, Cologne Affluence : 19 250 Arbitrage : Óscar Raluy López, Ángel Sabroso Ramírez |
| 28 mai 2016 18h00 | Prol. : 6 - 6Tab : 4 - 3 |                    |                | Lanxess Arena, Cologne Affluence : 19 250 Arbitrage : Óscar Raluy López, Ángel Sabroso Ramírez |
| 28 mai 2016 18h00 | ×3 ×5                    | Rapport            | ×3 ×6          | Lanxess Arena, Cologne Affluence : 19 250 Arbitrage : Óscar Raluy López, Ángel Sabroso Ramírez |

## Les champions d'Europe
| Champion d'Europe - Ligue des champions 2015-2016 KS Kielce 1er titre |